# Comuna Grästorp
Grästorp (Grästorps kommun) este o comună din comitatul Västra Götalands län, Suedia, cu o populație de 5.641 locuitori (2013).

## Geografie

### Zone urbane
Lista celor mai mari zone urbane din comună (anul 2015) conform Biroului Central de Statistică al Suediei:
| Nr | Zona urbană | Pop.  |
| -- | ----------- | ----- |
| 1  | Grästorp    | 2.946 |

## Demografie
| \| Evoluția demografică în comuna Grästorp, 1970–2015 \| Evoluția demografică în comuna Grästorp, 1970–2015 \| Evoluția demografică în comuna Grästorp, 1970–2015 \| Evoluția demografică în comuna Grästorp, 1970–2015 \| Evoluția demografică în comuna Grästorp, 1970–2015 \| \| ----------------------------------------------------------------------------------------------------- \| -------------------------------------------------- \| -------------------------------------------------- \| -------------------------------------------------- \| -------------------------------------------------- \| \| An \| \| \| Locuitori \| \| \| 1970 \| 1970 \| \| 5288 \| 5288 \| \| 1975 \| 1975 \| \| 5259 \| 5259 \| \| 1980 \| 1980 \| \| 5719 \| 5719 \| \| 1985 \| 1985 \| \| 5892 \| 5892 \| \| 1990 \| 1990 \| \| 6117 \| 6117 \| \| 1995 \| 1995 \| \| 6144 \| 6144 \| \| 2000 \| 2000 \| \| 5924 \| 5924 \| \| 2005 \| 2005 \| \| 5762 \| 5762 \| \| 2010 \| 2010 \| \| 5776 \| 5776 \| \| 2015 \| 2015 \| \| 5644 \| 5644 \| \| Sursa: SCB - Statistika Centralbyrån, Folkmängd efter region, civilstånd, ålder och kön. År 1968–2016 \| \| \| \| \| |      |  |           |      |
| Evoluția demografică în comuna Grästorp, 1970–2015 |      |  |           |      |
| An |      |  | Locuitori |      |
| 1970 | 1970 |  | 5288      | 5288 |
| 1975 | 1975 |  | 5259      | 5259 |
| 1980 | 1980 |  | 5719      | 5719 |
| 1985 | 1985 |  | 5892      | 5892 |
| 1990 | 1990 |  | 6117      | 6117 |
| 1995 | 1995 |  | 6144      | 6144 |
| 2000 | 2000 |  | 5924      | 5924 |
| 2005 | 2005 |  | 5762      | 5762 |
| 2010 | 2010 |  | 5776      | 5776 |
| 2015 | 2015 |  | 5644      | 5644 |
| Sursa: SCB - Statistika Centralbyrån, Folkmängd efter region, civilstånd, ålder och kön. År 1968–2016 |      |  |           |      |